# Ibrahim Rugova
Ibrahim Rugova (ur. 2 grudnia 1944 w Cerrcë w Kosowie, zm. 21 stycznia 2006 w Prisztinie) – przywódca kosowskich Albańczyków, prezydent Kosowa w latach 1992–2006, laureat Nagrody Sacharowa w 1998.

## Życiorys
Ukończył filologię albańską na Uniwersytecie w Prisztinie i językoznawstwo na Sorbonie.
Był członkiem partii komunistycznej. Usunięto go z jej szeregów za żądanie wniesienia poprawek do jugosłowiańskiej konstytucji. Przez ponad 10 lat kierował pokojowym ruchem oporu kosowskich Albańczyków przeciwko rządom byłego prezydenta Jugosławii Slobodana Miloševicia.
W 1989 roku, gdy Milošević odebrał prowincji autonomię, którą cieszyła się ona prawie 20 lat, założył Demokratyczną Ligę Kosowa. Początkowo dążyła ona do przyznania Kosowu statusu odrębnej republiki w ramach Federacji Jugosłowiańskiej, później zaczęła się domagać niepodległości dla prowincji.
W 1992 i 1998 roku wygrywał wybory na urząd prezydenta Republiki Kosowa, pod hasłem niepodległości i odłączenia się od Jugosławii. Belgrad nie uznał wyników tych wyborów, uznając je za nielegalne. Milošević tropił partyzantów z UÇK, którzy od 1996 roku, wbrew stanowisku Rugovy, atakowali Serbów.

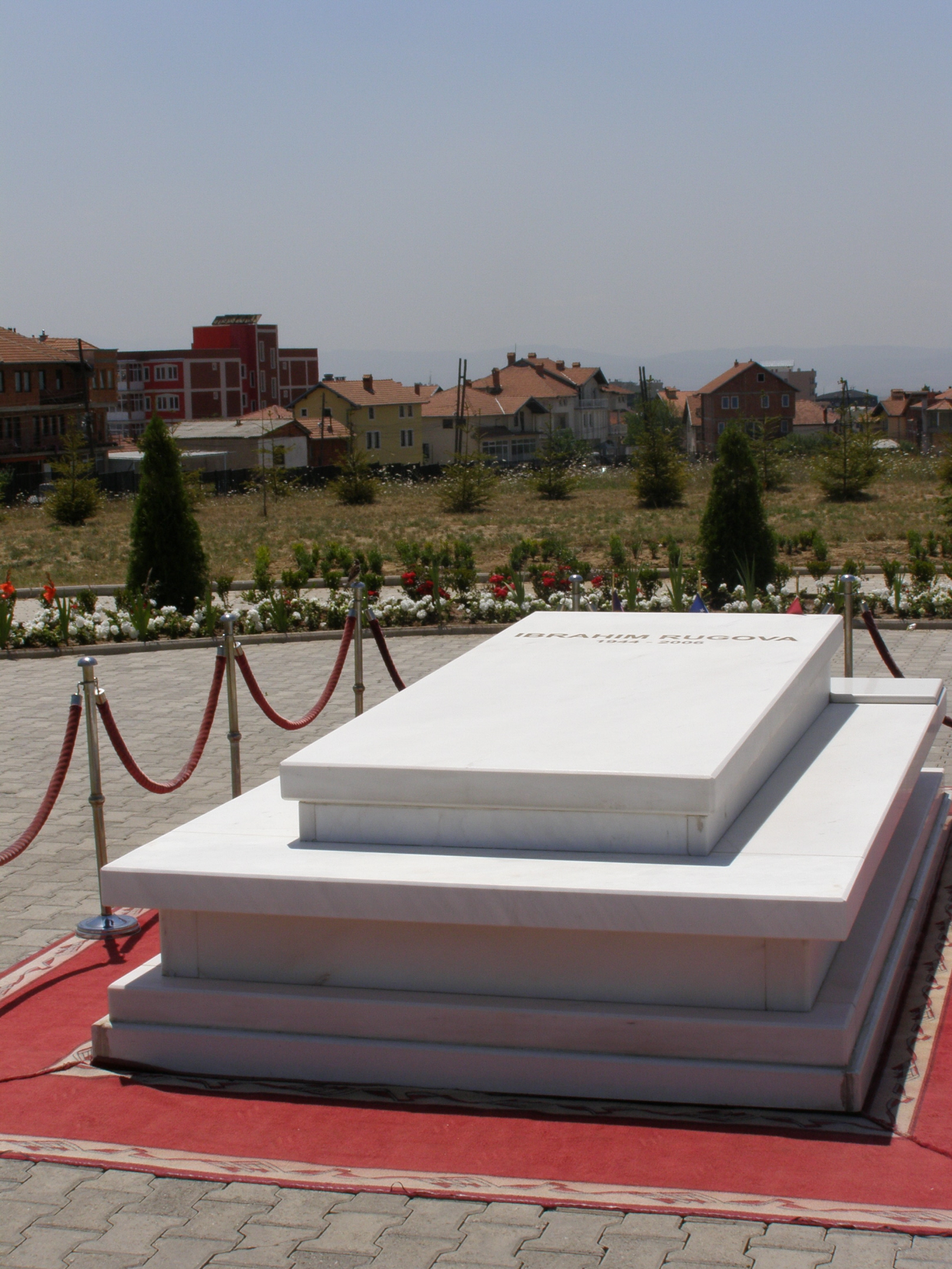
Grób Rugovy na cmentarzu w Prisztinie

W lutym 1999 Rugova był jednym z członków kosowskiej delegacji podczas rozmów pokojowych kosowsko-serbskich, prowadzonych w Rambouillet pod Paryżem. Serbowie przystąpili do nich pod groźbą nalotów NATO. 18 marca podpisał w imieniu kosowskich Albańczyków układ zapewniający Kosowu autonomię, a kontrolę nad procesem pokojowym oddający korpusowi 28 tys. żołnierzy NATO (KFOR). Serbska delegacja odrzuciła te warunki.
Odrzucenie przez Miloševicia tego porozumienia stało się bezpośrednią przyczyną rozpoczętych 24 marca 1999 i trwających 79 dni nalotów lotniczych NATO na Jugosławię. Naloty nie uzyskały akceptacji Rady Bezpieczeństwa i obudziły protesty Rosji. Z Kosowa uciekło lub zostało wygnanych dziesiątki tysięcy uchodźców, którzy przybywali do Albanii i Macedonii.
W październiku 2000 roku partia Rugovy zdecydowanie pokonała w wyborach lokalnych w Kosowie Demokratyczną Partię Kosowa byłego przywódcy UÇK – Hashima Thaciego. W marcu 2002 parlament prowincji oficjalnie powierzył mu stanowisko prezydenta.
Rugova był dla większości Albańczyków największym autorytetem politycznym, a dla wszystkich, nawet swoich przeciwników – autorytetem moralnym. Stany Zjednoczone i Europa Zachodnia otwarcie go popierały w sporach z radykalnymi rywalami. W świecie popularność przyniosła mu pacyfistyczna postawa, a zwłaszcza potępianie stosowania przemocy, nawet przez własnych rodaków. Zmarł na raka płuc.
Dzień po śmierci Rugovy władze Kosowa wprowadziły 15 dni żałoby narodowej, począwszy od 23 stycznia 2006 roku.
7 września 2024 r. w Podujevie został odsłonięty pomnik Ibrahima Rugovy.

## Wyróżnienia
- Honorowy doktorat Université de Paris VIII (1996)
- Nagroda Sacharowa Parlamentu Europejskiego (1998)
- Nagroda Homo Homini – Člověk v tísni (Czechy, 1998)
- Honorowy doktorat Uniwersytetu w Tiranie (2004)
- Order Flagi Narodowej (Albania, 2006) – pośmiertnie
- Medal „Bohater Kosowa” (Kosowo, 2007) – pośmiertnie